# 19 mars 1944
Le dimanche 19 mars 1944 est le 79e jour de l'année 1944.

## Naissances
- Eddy Beugels (mort le 12 janvier 2018), cycliste néerlandais
- Guy Thauvette, acteur canadien
- József Balázs (mort le 13 octobre 1997), écrivain hongrois
- Jean-François Collange, théologien français
- José Brito, homme politique cap-verdien
- Lisa Baker, mannequin américaine
- Molly Luft (morte le 24 novembre 2010), prostituée allemande
- Mouloud Achour, écrivain algérien d'expression française,
- Said Musa, homme politique bélizien
- Sirhan Sirhan, criminel américain
- Tom Constanten, musicien américain

## Décès
- Édouard de Castelnau (né le 24 décembre 1851), général français
- Edmond Renoir (né le 12 mai 1849), journaliste et critique d'art français
- Giuseppe De Liguoro (né le 10 janvier 1869), acteur italien
- Henry Francis Bryan (né le 3 mai 1865), homme politique américain
- William Hale Thompson (né le 14 mai 1868), politicien américain

## Événements
- Création de 7e armée régionale (Japon)
- Déclenchement de l'opération Margarethe par les allemands en Hongrie
- Création de la municipalité Ribas do Rio Pardo au Brésil